# Desdimelita transmelita
Desdimelita transmelita är en kräftdjursart som beskrevs av Jarrett och Edward Lloyd Bousfield 1996. Desdimelita transmelita ingår i släktet Desdimelita och familjen Melitidae. Inga underarter finns listade i Catalogue of Life.